# Armin van Buuren
Armin Jozef Jacobus Daniël van Buuren OON (Leida, 25 de dezembro de 1976), conhecido profissionalmente como Armin van Buuren, é um DJ e produtor musical holandês. Desde 2001, ele apresenta o A State of Trance (en) (ASOT), um programa de rádio semanal transmitido para quase 40 milhões de ouvintes em 84 países, por mais de 100 estações de rádio FM. Segundo o site DJs and Festivals, "o programa de rádio o impulsionou ao estrelato e ajudou a cultivar um interesse pela música trance em todo o mundo".
Armin Van Buuren já conquistou vários prêmios. Ele foi eleito o DJ número um pela DJ Mag por um recorde de cinco vezes, sendo quatro delas consecutivas. Ele ficou em quinto lugar na lista Top 100 DJs da DJ Mag em 2022, e em quarto lugar em 2015, 2016, 2019 e 2020, além de terceiro em 2017.
Seu álbum de estúdio de 2008, Imagine, alcançou o topo da parada musical neerlandesa, um feito inédito por um artista de música eletrônica na história musical do país. Em 2014, foi indicado a um Grammy Award de Melhor Gravação de Dance por seu single "This Is What It Feels Like", com a participação de Trevor Guthrie, o que o tornou o quarto artista de trance a receber uma indicação ao Grammy. Nos Estados Unidos, ele detém o recorde de mais entradas, vinte e uma, na parada Billboard Dance/Electronic Albums.

## História
Armin van Buuren começou a produzir e compor suas próprias músicas aos 14 anos e deu início a sua carreira de DJ em um clube local chamado Nexus, em sua cidade natal. Terminou o colegial por volta de 1995 e iniciou faculdade de direito ainda naquele ano. Enquanto isso, Armin transformava seu simples "estúdio no quarto" em um verdadeiro estúdio profissional, onde inicialmente foram produzidos grandes sucessos de sua carreira, tais como Touch Me e Communication, faixas clássicas do trance que ainda são constantemente executadas em suas apresentações pelo planeta.
Armin é dono de uma simplicidade e carisma sem igual, quando questionado sobre qual seria sua inspiração musical, ele afirma: "Qualquer coisa boa!" e deixa o recado para os jovens djs: "Não sejam prisioneiros de seus próprios estilos". Armin define seu som como sendo algo "Liberal, eufórico, enaltecedor, melódico e energético". Embora seja um defensor inflamado e protetor da tocha do trance, seus sets típicos incorporam faixas de techno, electro, minimal e house underground, assim como o tech trance mais tradicional, e criam momentos de excitação e surpresa que nunca falham na hora de colocar a casa abaixo e corresponder às mais altas expectativas dos fãs.

## A State Of Trance
Armin também possui um dos mais consagrados programas de rádio semanal, o A State Of Trance, também chamado de ASOT, é transmitido pela DI.FM. O programa, que começou em 2001 em uma pequena rádio holandesa, continuou a crescer muito em 2008, sendo reproduzido cada vez. Hoje é transmitido em mais de 40 estações de FM em todo o mundo. Cresceu a ponto de virar uma grande referência internacional e semanal do trance e mostra como a internet é uma ferramenta poderosa para a música. Em 17 de março de 2011, quando o programa completou 10 anos de transmissão atingindo a marca de 500 episódios, Armin realizou uma grande festa para celebrar este momento tão importante de sua vida e carreira, que contou com a participação de convidados especiais como: Lange, Cosmic Gate, Gareth Emery, Ferry Corsten,  Markus Schulz, Above & Beyond, Paul Oakenfold e muitos outros. Em 2012, seu programa completou a marca de 550 episódios e para comemorar esta marca, Armin realizou uma turnê que percorreu 5 continentes em 4 semanas, junto a ele participarão convidados como: Lange, Cosmic Gate, Gareth Emery, Ferry Corsten, Markus Schulz, Above & Beyond, Dash Berlin, Ørjan Nilsen entre outros.

## O sucesso
Em 2002, Armin foi eleito o Nº 4 na lista de 100 Tops DJs da revista DJ Magazine, considerada a bíblia da música eletrônica. No ano seguinte ele saltou para o 3º lugar e assim permaneceu durante 3 anos seguidos. Em 2006, foi para o 2º lugar, perdendo apenas para o alemão Paul van Dyk, até que em 2007, Armin van Buuren conquista o 1º lugar na mais consagrada lista de Tops DJs do mundo. O título de DJ número 1 do mundo foi conquistado por Armin aos seus 30 anos de idade. Por ter realizado tanta coisa durante seus 12 anos de carreira, este não poderia ter chegado em melhor hora. Em 2008 ele ganhou o título de melhor do mundo outra vez, em 2009 continuou sendo o melhor do mundo, novamente pela DJ Mag. Em 2010 Armin manteve a liderança, sendo pelo 4º ano consecutivo eleito DJ Nº1 do mundo pela DJ Mag, anunciado em 27 de outubro, no Ministry Of Sound, em Londres, um recorde inédito. Em 2011 perde o lugar para David Guetta. Já em 2012 Armin volta a ser eleito o melhor DJ do mundo, mas nos últimos dois anos perdeu o título para Hardwell, também DJ holandês, ficando em 3º em 2014; com Hardwell em 1º e Dimitri Vegas & Like Mike em 2º.

## Discografia
Álbuns de estúdio
- 76 (2003)
- Shivers (2005)
- Imagine (2008)
- Mirage (2010)
- Intense (2013)
- Embrace (2015)
- Balance (2019)
- Feel Again (2023)
- Breathe (2025)